# Missariel
Missariel je sólové studiové album zpěvačky Lucie Bílé vydané labelem EMI v roce 1992. Roku 1993 získalo sedm nominací na hudební ceny Grammy české Akademie populární hudby (později nazvané Anděl). Zvítězilo v pěti kategoriích: album roku, píseň roku „Láska je láska“, klip roku (režie Filip Renč, Láska je láska), producent roku (Ondřej Soukup) a nahrávka roku. Interpretka alba se stala zpěvačkou roku. Všechny písně otextovala Gabriela Osvaldová, hudbu zkomponoval Ondřej Soukup.
Hudební publicista Vladimír Vlasák toto album zařadil mezi 10 nejlepších českých popových desek historie. Další publicista Josef Vlček hodnotil album jako jedno z deseti nejlepších od českých zpěvaček nové generace.

## Skladby
1. „Perníková chaloupka“
2. „Missariel“
3. „Útěk“
4. „Maratón“
5. „Tango v opeře“
6. „Ukrajina“
7. „Taneční píseň“
8. „Requiem“
9. „Láska je láska“
10. „Apatyka“